# Duck Soup
Duck Soup (prt: Os Grandes Aldrabões) é um filme estadunidense de 1933, do gênero comédia, dirigido por Leo McCarey. 
Eleita pelo American Film Institute como uma das 100 melhores comédias de todos os tempos (5ª posição).

## Sinopse
Rufus T. Firefly assume a presidência da Freedonia, um pequeno país que está passando por uma enorme crise financeira. Maluco e excêntrico, ele não tem o menor jeito para a função, e só é eleito a pedido da milionária Sra. Teadstale, viúva do ex-presidente, por quem Rufus está interessado. A situação fica tensa quando Trentino, embaixador do país vizinho, a Sylvania, entra na disputa pela milionária, e a guerra é declarada.   

## Elenco
- Groucho Marx
- Harpo Marx
- Chico Marx
- Zeppo Marx